# Lorenzo Marcello

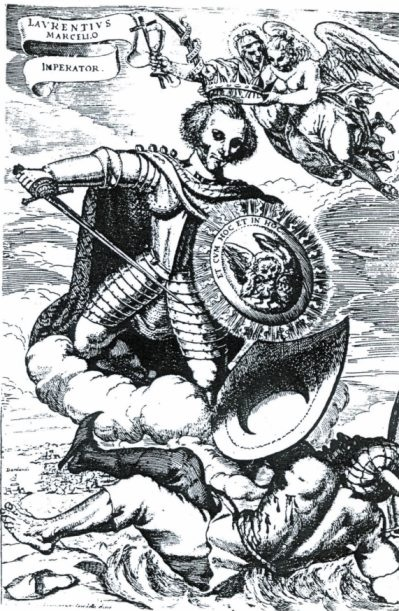
Lorenzo Marcello

Lorenzo Marcello (* 19. September 1603 in Venedig; † 26. Juni 1656 bei den Dardanellen) war ein venezianischer Admiral.
Er war Sohn des Andrea Marcello di Giacomo und der Elena Priuli. Im Jahr 1641 nahm er in der Adria an einer Seeschlacht gegen die Flotte von Papst Urban VIII. teil. 1655 führte er an Stelle des Admirals Francesco Morosini die Flotte gegen die Osmanen.
1656, während des Krieges um Kreta, schlug er zusammen mit maltesischen Verbänden in der Dardanellenschlacht die türkische Flotte. Es war der größte Sieg der Republik Venedig seit der Schlacht von Lepanto. Lorenzo Marcello verlor während der Schlacht das Leben. Das Kommando übernahm Admiral Badoer.